# Modra vodendevojčica
Modra vodendevojčica ili Potkovičasta plava devica (lat. Coenagrion puella) je vrsta vodene device iz porodice Coenagrionidae koja je široko rasprostranjena u Evropi. Najupečatljivija karakteristika jesu upečatljive crne i plave markacije na telu mužjaka.

## Opis
Dužina tela ovog vilinskog konjica varira od 33-35 mm, dok je dužina zadnjeg krila oko 20 mm. Imaju veoma izdužen i tanak abdomen. Mužjaci su svetlo plavi, sa uskim ali potpunim antehumeralnim prugama, "U" znakom na S2 abdominlnom segmentu i crnim prstenovima na S3-5 segmentima iz kojih polaze crni trnovi lateralno. Karakteristične ženke su zelene osnove sa abdomenom crne boje, dorzalno. 
Mlade jedinke oba pola mogu biti svetloljubičaste. Kod ove vrste plava/zelena linija na gornjoj strani grudi nije prekinuta. Krila su providna sa malom, svetlom pterostigmom. Slična je sa C. pulchellum. Ovo je najčešća vrsta iz roda Coenagrion u Srbiji.

## Rasprostranjenje i stanište
je prisutna u većem delu centralne i južne Evrope, a česta je i u centralnoj Aziji.
Ova vrsta je prisutna u sledećim državama: Albanija; Alžir; Andora; Jermenija; Austrija; Azerbejdžan; Belorusija; Belgija; Bosna i Hercegovina; Bugarska; Kipar; Češka; Danska; Finska; Francuska; Gruzija; Nemačka; Grčka; Mađarska; Irska; Italija; Kazahstan; Latvija; Litvanija; Luksemburg; Makedonija, Bivša Jugoslovenska Republika; Malta; Moldavija; Monako; Mongolija; Maroko; Holandija; Norveška; Poljska; Portugal; Rumunija; Ruska Federacija; Slovačka; Slovenija; Srbija; Španija; Švedska; Švajcarska; Tunis; Turska; Turkmenistan.
Naseljavaju bare i jezera različite veličine. 

## Životni ciklus
Posle parenja mužjak i ženka u tandemu polažu jaja. Ženka ih polaže ubušivanjem u potopljenu ili plivajuću vodenu vegetaciju. Po završetku larvenog razvića eklodiraju i ostavljaju egzuviju na priobalnoj vegetaciji.

## Sezona letenja
Sezona letenja traje od aprila do septembra.

## Biologija
Odrasle jedinke forrmiraju kopule na zemlji ili okolnoj vegetaciji. Ženke jaja polažu dok su u tandemu sa mužjakom. Larvalni razvoj traje jednu do dve godine.
- Teneral i egzuvija
- Kopula
- Polaganje jaja u tandemu
- Polaganje jaja u tandemu
- Razmnožavanje
- Deformitet
- Lalinačka slatina